# Rudolf Jacob Zeller
Rudolf Jacob Zeller (geboren 17. Oktober 1880 in Hamburg; gestorben 22. Januar 1948 in Heerlen/Niederlande) war ein gefragter Porträtmaler in Hamburg. Ab 1935 durfte er in Deutschland seinen Beruf nicht mehr ausüben. 1938 emigrierte er in die Niederlande.

## Leben

### Ausbildung
Zeller studierte an der Akademie in Karlsruhe bei Carlos Grethe und an der Akademie Stuttgart bei Leopold von Kalckreuth, an dessen Stil er sich in der Anfangszeit stark anlehnte.

### Beruf und Werk

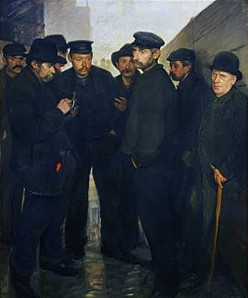
Arbeitslose (1908/1909)

Nach seinem Studium kehrte er nach Hamburg zurück und bezog dort zunächst ein Atelier im Semperhaus in der Spitalerstraße. 1912 hatte er bereits seine erste Einzelausstellung. 1921 war er Mitglied des Hamburger Künstlervereins von 1832 und später der Hamburgischen Künstlerschaft. Seit Anfang der zwanziger Jahre unterrichtete er Privatschüler, um den Lebensunterhalt für sich und seine Familie zu sichern. Er hatte mit seiner Frau Eva (geborene Behn) drei Söhne, von denen einer zehnjährig verstarb. Als Kunstlehrer genoss er in Hamburg großes Ansehen. Unter seinen Schülerinnen waren Else Weber, die ihn auch mehrmals selber porträtierte, Ingeborg von Laffert und Lotte von Petersdorff-Speiser.
Motivisch bevorzugte Zeller neben Figuren vor allem Landschaften. Einen Großteil seines Lebensunterhaltes bestritt er allerdings mit Porträtaufträgen des Hamburger Bürgertums. Er erfüllte dabei perfekt die Erwartungshaltung seiner Auftraggeber, weil er die Dargestellten in konventioneller würdevoller Pose darstellte. Die früheren Auftragsarbeiten wirken etwas steif und trocken, aber 1920 malte er das lebendige und spontane Porträt Berthold Litzmanns. 3.–6. Mai 1935 porträtierte er den Schriftsteller Thomas Mann in dessen Wohnung in Küsnach bei Zürich: „Das Bild ist eine ausgezeichnete Portrait-Studie geworden“. Das Gemälde wurde am 25. Mai in Zürich „in der neuen Buchhandel am Bahnhof“ im Schaufenster ausgestellt. Es ist bis heute nicht auffindbar. Zeller erhielt von Thomas Mann dessen Die Geschichten Jaakobs und Der junge Joseph mit den Widmungen: „Rudolf Zeller mit guten Wünschen und Grüssen zugeeignet“ resp. „An Rudolf Zeller zur Erinnerung an erfolgreichen Porträt-Sitzungen.“ Beide datiert: „Küsnach 31.VII.36“.
Bemerkenswert ist Zellers Selbstporträt, das er 1944, direkt nach der Befreiung der von den Deutschen besetzten südlichen Niederlanden, gemalt hat: Vor dunklem Hintergrund blickt er, vom hellen Schlaglicht beleuchtet zum Betrachter. Dennoch wirkt er in sich gekehrt, seine Augen werden von seiner Stirn verschattet. Zu Ehren der Befreiung hat er sich auf dem Bild eine orangefarbene Blume ins Knopfloch gesteckt; tragen dieser Nationalfarbe war während der deutschen Besatzung unmöglich. Die Farbe ist die des niederländischen Königshauses Oranje-Nassau.

### Auswirkungen der nationalsozialistischen Herrschaft
Am 25. April 1933 schloss die Hamburgische Künstlerschaft Zeller wegen seiner jüdischen Herkunft aus ihren Reihen aus. Zwei Jahre später, 1935, folgte das Berufsverbot. 1937, im Jahr der Propaganda-Aktion „Entartete Kunst“ nahm sich Zellers Ehefrau das Leben, weil sie die Repressionen durch die Nationalsozialisten nicht länger ertragen konnte. Ein Sohn, Alfred, wanderte nach Ecuador aus. Zeller selbst emigrierte 1938 zusammen mit dem Pianisten Walter Kaufmann in die Niederlande. Die beiden ließen sich in Zandvoort nieder und wirtschafteten gemeinsam. Kaufmann gab Klavierstunden und Zeller führte gelegentlich Porträtaufträge aus.
1942 zogen sie zu einer Verwandten (verh. mit Mendes de Leon) Kaufmanns nach Maastricht, da es seit dem Einmarsch der Deutschen jüdischen Bürgern verboten war, in Küstennähe zu wohnen. Als sie sich hier einschreiben mussten und die Deportationen in den Osten begannen, tauchten sie unter. Es trennten sich anschließend die Wege der beiden, obwohl Kaufmann in der Nähe blieb. Zeller wurde von der Familie Van Hoorn in Heerlen aufgenommen und verborgen. Er konnte ab und zu nach draußen gehen; der Künstler sollte sich dabei, falls etwas geschehe, als taubstumm ausgeben, da er kein einwandfreies Niederländisch sprach. Auch Kaufmann überlebte den Krieg wohlbehalten.

### Ende der Nazi-Herrschaft
Anderthalb Kriegsjahre lebte der Künstler bei der Familie Van Hoorn, immer in der Angst, aufzufallen und denunziert zu werden. Der Tag der Befreiung durch die Amerikaner wurde auch für Zeller zu einem überwältigenden Ereignis. Als die Panzer der US-Armee  vorbeirollten in Richtung Aachen, war endlich die Stunde der Freiheit gekommen. Zahlreiche amerikanische Soldaten wurden bei der Familie Van Hoorn gastfrei empfangen; Zeller zeichnete viele von ihnen und schenkte die Porträts den Befreiern.
Nach Kriegsende blieb Zeller bei Van Hoorns in Heerlen wohnen. Er nahm Kontakt auf mit seinen Söhnen Richard und Alfred. Wieder kamen Porträtaufträge. Auch malte er Porträts der Frau Van Hoorn und anderen Familienangehörigen. Kurz vor der Abreise zu seinem Sohn Alfred, der in Ecuador lebte, starb er plötzlich, am 22. Januar 1948, an einem Herzleiden.